# Bataljon M (Slovensko domobranstvo)
Bataljon M je bil bataljon, ki je deloval v sestavi Slovenskega domobranstva med drugo svetovno vojno.

## Zgodovina
Bataljon je bil ustanovljen maja 1944 in julija istega leta preimenovan v III. bataljon.

## Poveljstvo
Poveljniki
- stotnik Miroljub Stamenković